# Dieu seul me voit (Versailles-Chantiers)
Pour plus de détails, voir Fiche technique et Distribution.
Dieu seul me voit (Versailles-Chantiers) est un film français. Il s'agit du premier long-métrage réalisé par Bruno Podalydès, sorti en 1998. Il existe une version courte sortie au cinéma en 1998 et une version longue, dite interminable, sortie en DVD en 2008 et constituée de six épisodes d'une heure.

## Synopsis
La calvitie naissante, Albert doute de son pouvoir de séduction. Il doute aussi de ses propres sentiments comme de la direction à prendre, de l'attitude à adopter, du discours à tenir… Bref, Albert doute de tout et hésite en permanence. Son indécision l'emmène sur un chemin cahoteux, plein de détours et de situations ubuesques laissant la providence seule décider de son sort,.

## Liste des épisodes de la "version interminable"
- Episode 1 : Premier tour
- Episode 2 : Don du sang
- Episode 3 : Cocktail
- Episode 4 : Chou Fleur
- Episode 5 : Acte libre
- Episode 6 : Deuxième tour.

## Fiche technique
- Titre : Dieu seul me voit (Versailles-Chantiers)
- Réalisation : Bruno Podalydès
- Scénario : Bruno Podalydès et Denis Podalydès
- Musique : Laurent Douel (chanson Havu Ez Latayish)
- Photographie : Pierre Stoeber
- Son : Éric Grange
- Décors : Antoine Platteau
- Costumes : Juliette Chanaud
- Montage : Joële van Effenterre, Suzanne Koch, Marie-France Cuenot, Karine Olivier
- Pays de production :  France
- Producteur : Pascal Caucheteux
- Sociétés de production : Why Not Productions, Studiocanal, France 2 Cinéma
- Société de distribution : UGC/UFD -UGC Fox Distribution
- Format : couleur — 1.85:1 — Dolby SR — 35 mm
- Genre : comédie
- Durée : 117 minutes
- Date de sortie :
- France : 3 juin 1998

## Distribution
- Denis Podalydès : Albert Jeanjean
- Jean-Noël Brouté : Otto Gaza
- Jeanne Balibar : Anna Festival
- Michel Vuillermoz : François Godet
- Isabelle Candelier : Sophie
- Cécile Bouillot : Corinne
- Philippe Uchan : Patrick
- Mouss : Cruquet
- Daniel Ceccaldi : le président du bureau de vote
- Maurice Baquet : Monsieur Crémieux
- David Gabison : Maire de Montgiscard
- Bruno Podalydès : réalisateur/intervieweur
- Pierre Diot : Denis Boulet
- Michel Butel : Michel Butel
- Mathieu Amalric : Eudes (« Atchoum » au générique)

## Musique
- Echoes of France (la Marseillaise) (1946) de Django Reinhardt & Stéphane Grappelli
- Hippolyte et Aricie (1733) Orchestral Suite ; ouverture ; ritournelle de l'acte III de Jean-Philippe Rameau
- La Javanaise de Serge Gainsbourg
- Guantanamera
- Quel sera notre futur ? des Fabulous Trobadors
- Annobon de l'album Carnet de routes (1995) d'Aldo Romano, Louis Sclavis et Henri Texier

## Production
Initialement, certaines scènes du film avaient été imaginées par Bruno Podalydès comme des scénarios potentiels de courts métrages. C'est notamment le cas de la scène du don du sang. Ces scènes ont finalement été intégrées dans le scénario.
Le scénario et les dialogues ont été écrits par Bruno et Denis Podalydès, tandis que le travail de  dialoguiste de Denis porte surtout sur son personnage.
L'écriture du film a été très longue et Bruno Podalydès a fini par remettre à son producteur Pascal Caucheteux un long scénario de 300 pages. Il lui a laissé tourner un film très long en pariant sur le fait que la forme finie du film se déciderait au cours du tournage ou du montage. Podalydès a monté une première version avec deux épisodes de quatre heures. Il a finalement énormément coupé pour arriver à une version de deux heures compatible avec une exploitation normale en salle. Il a ensuite envisagé d'utiliser cette matière pour en faire un feuilleton télévisé. 
Le choix du titre indique que le film colle à l'intimité du personnage.

## Autour du film
- Dieu seul me voit est le deuxième volet d'une trilogie sur Versailles, dont le premier, le moyen-métrage Versailles Rive-Gauche (1992), met en scène le même anti-héros, donnant une soirée, en proie à une panique organisationnelle avant l'arrivée de ses invités. Le troisième volet, Bancs publics (Versailles Rive-Droite), est sorti en 2009.
- Par son thème, sa distribution et son équipe technique, le film est proche de Comment je me suis disputé… (ma vie sexuelle) d'Arnaud Desplechin. Les deux films racontent en effet les errements d'un jeune homme particulièrement enclin à l'introspection avec en arrière-plan la vie d'un groupe. On retrouve dans la distribution des deux films Michel Vuillermoz, Denis Podalydès, Jeanne Balibar et Mathieu Amalric. Enfin le producteur est le même dans les deux films[5].
- Comme dans chacun de ses films, Bruno Podalydès glisse des clins d'œil aux albums de Tintin. Dans celui-ci, le héros emmène une amie dans un restaurant syldave avec la parfaite reconstitution d'une case du Sceptre d’Ottokar dans laquelle le serveur au gilet à carreaux écoute à la porte.
- Comme dans chacun de ses films, Bruno Podalydès glisse au moins une scène dans laquelle apparaît la fusée de l'album de Tintin Objectif Lune. Dans celui-ci, elle se trouve sur le bureau d'Albert, près du répondeur.

## Distinctions
- César du cinéma 1999 : César de la meilleure première œuvre.
- Nomination au Grand Prix de l'Union de la critique de cinéma en 1999.